# Christian Strohmann
Christian Strohmann (* 19. April 1963 in Dortmund) ist ein deutscher Trompeter.

## Leben
Strohmann begann seine musikalische Laufbahn 1970 im Posaunenchor Dortmund Aplerbeck, zunächst als Bläser, später als Chorleiter. Nach dem Abitur 1982 leistete er seinen Wehrdienst als Trompeter im Heeresmusikkorps 7 Düsseldorf. Von 1981 bis 1992 war er Mitglied im Auswahlchor des Posaunenwerkes Westfalen unter Leitung von Karl-Heinz Saretzki. Ab 1984 studierte er an der Musikhochschule Dortmund Trompete bei Helmut Riester und unternahm mit dem Hochschulorchester Konzertreisen nach Frankreich, Amerika und Australien.
Von 1987 bis 1991 studierte Strohmann zusätzlich Dirigieren bei Werner Seiss, daneben nahm er privaten Trompetenunterricht bei Kurt Nagel vom Nationaltheater Mannheim, Konradin Groth von den Berliner Philharmonikern und Matthias Kiefer vom Gürzenich-Orchester Köln. Als Solotrompeter des Sinfonieorchesters und des Blechbläserensembles des Internationalen Jugendfestspieltreffens Bayreuth 1987 spielte er Rundfunkaufnahmen ein. 1989 war Strohmann Stipendiat der Richard Wagner-Stipendienstiftung. 1991 schloss er ein Studium an der Staatlichen Hochschule für Musik Detmold / Abteilung Dortmund mit dem Orchesterdiplom ab.
Bereits während des Studiums unterrichtete Strohmann Trompete und Blechbläserkammermusik an der Musikschule Lippstadt. Von 1991 bis 1996 war er Landesposaunenwart in der Landeskirche Hannover. 1996 wurde er Landesposaunenwart der Evangelisch-Lutherischen Kirche in Oldenburg. Als Orchestermusiker spielte er bei den Westfälischen Blechbläsersolisten sowie den Philharmonischen Orchestern und Opernhäusern der Städte Gelsenkirchen, Dortmund und Hagen. Ab 1996 wirkte er bei Opernproduktionen und Sinfoniekonzerten im Sinfonieorchester des Staatstheaters Oldenburg sowie der Orchester Bremerhaven und Osnabrück mit. Von 2003 bis 2013 unterrichtete er Trompete an der Hochschule für Kirchenmusik Herford.
Seit 2009 ist Landesposaunenwart Christian Strohmann als gewählter „Vertrauensmann der AG der Posaunenwartinnen und Posaunenwarte im Ev. Posaunendienst“ Mitglied im Vorstand des „Ev. Posaunendienst in Deutschland e.V.“
Im Rahmen des Landesposaunenfestes 2023 in Bad Zwischenahn wurde Christian Strohmann der Ehrentitel des Kirchenmusikdirektors (KMD) der Oldenburgischen Landeskirche verliehen.